# Cançó d'una nit d'estiu
Cançó d'una nit d'estiu és una peça de teatre en un acte en vers, original de Josep Maria de Sagarra, estrenada al teatre Romea de Barcelona el 20 de maig de 1923.
L'acció passa en un indret indeterminat de l'Empordà pel temps de la Guerra del Francès.

## Repartiment de l'estrena
- el Marit: Domènec Aymerich.
- la Dona: Emília Baró
- la Veïna: Maria Morera
- el Lladre: Bartomeu Grases.